# SH-60L (航空機)
三菱 SH-60L
XSH-60L哨戒ヘリコプター（8501号機）
- 用途：対潜戦・対水上戦
- 分類：哨戒ヘリコプター
- 製造者：三菱重工業
- 運用者： 日本（海上自衛隊）
- 初飛行：2021年5月12日（XSH-60L）
- 生産数：2
- 運用状況：運用中
- 原型機：SH-60K

SH-60Lは、SH-60Kの発展・改良型として開発された哨戒ヘリコプター。開発は、三菱重工業と防衛省によって行われた。

## 来歴
海上自衛隊では、HSS-2B哨戒ヘリコプターの後継機としてSH-60を選定した。まず昭和58・59年度予算でシコルスキー・エアクラフト製の機体を各1機購入し、これに技術研究本部が開発したミッションシステムを搭載して、「新対潜ヘリコプター（艦載型）」として試験を行ったのち、SH-60Jとして1991年6月に部隊使用承認を受けた。その運用実績を踏まえて、平成9年度からは「艦載回転翼哨戒機（SH-60J改）」の開発がスタートした。これはSH-60Jをベースとしつつ、ミッションシステムの更新強化に加えて、キャビンの拡大や高性能メインローターブレードの採用など機体設計をも改訂するものであり、SH-60Kとして2005年3月に部隊使用承認を受けた。
しかしロシア海軍や中国人民解放軍海軍の潜水艦の静粛化・高性能化や行動海域の拡大を受けて、海上自衛隊の哨戒ヘリコプターにも更なる対潜戦能力の向上が求められるようになった。またソマリア沖海賊の対策部隊派遣の経験から、機体性能や多任務対応能力にも改善が望まれていた。
これらを踏まえて、平成27年度より、三菱重工業を主契約者として「回転翼哨戒機（能力向上型）」の開発がスタートした。同年度の契約（約69億円）で基本設計や細部設計、平成28年度の契約（約255億円）で残る設計や開発装備品の細部設計・製造および試作機（飛行試験機）の構成品の製造、そして平成29年度の契約（約166億円）で飛行試験機2機の製造などが進められた。XSH-60L飛行試験機は、2019年4月にはほぼ艤装を終えていたものの、搭載機器等の機能確認に時間を要し、初飛行は2021年5月12日となった。
2023年12月22日、SH-60Lの開発が完了したことが防衛省から公表された。

## 設計
上記の経緯もあって、本機はSH-60Kの能力向上型として開発されており、エンジンや通信システムといった機能別でまとめた場合、60－70パーセントに及ぶ共通性を確保している。
飛行性能の向上において特に重視されていたのが高温環境下での性能であった。ソマリア沖・アデン湾のような高温環境下では空気密度が小さくなり、エンジン出力（トルク）が低下する。艦載ヘリコプターの場合、特に発着艦時の操縦においては乱気流や艦艇の動揺に対応しつつ精密・機敏な操作が必要となるが、トルクや操舵の余裕が小さいことは操作の困難につながることから、改善が要望されていたものであった。
SH-60Lでは、エンジンはSH-60Kと同じT700-IHI-401C2の双発配置を踏襲しているが、駆動系統においてはトランスミッションを性能向上型に変更するとともに、中間ギアボックスやテイルギアボックスの補強を実施した。これらの部分は、SH-60KではSH-60Jと同構成であったために、エンジンのポテンシャルを最大限には発揮できないでいたものであった。またテイルローターブレードのピッチ角度の範囲も拡大させることで、操舵範囲も広げている。更に特定の飛行条件下で機体の剛性不足が指摘されていた点についても改善を施している。これらの改善策の副次的な効果として、機体振動の抑制や最大速度の向上も期待されている。

## 装備
ミッションシステムの最大の改善点が、マルチスタティック戦術への対応である。これは自機の吊下式ソナーだけでなく、別のソナーで発信された音波も統合的に処理することで、従来より高いレベルでの連携を可能とするもので、探知・類別能力の向上や捜索エリアの拡大などの効果が見込まれている。
また水上艦艇等に対する警戒監視能力の向上も図られており、三菱電機ディフェンス&スペーステクノロジーズ製の自動船舶識別装置（AIS）や、FLIRシステムズ製の可視・赤外線カメラを搭載したが、これらは乗員のワークロード軽減の効果も期待されている。一方、磁気探知機（MAD）や逆合成開口レーダー（ISAR）、ドップラー航法装置や着艦誘導支援装置（SLAS）、UHF/VHF無線機についてはSH-60Kの装備が踏襲された。
兵装については、SH-60Kと同じくMk.46魚雷や97式魚雷、AGM-114M空対艦ミサイル、対潜爆弾などを搭載できるほか、新たに12式魚雷にも対応した。

## 運用史

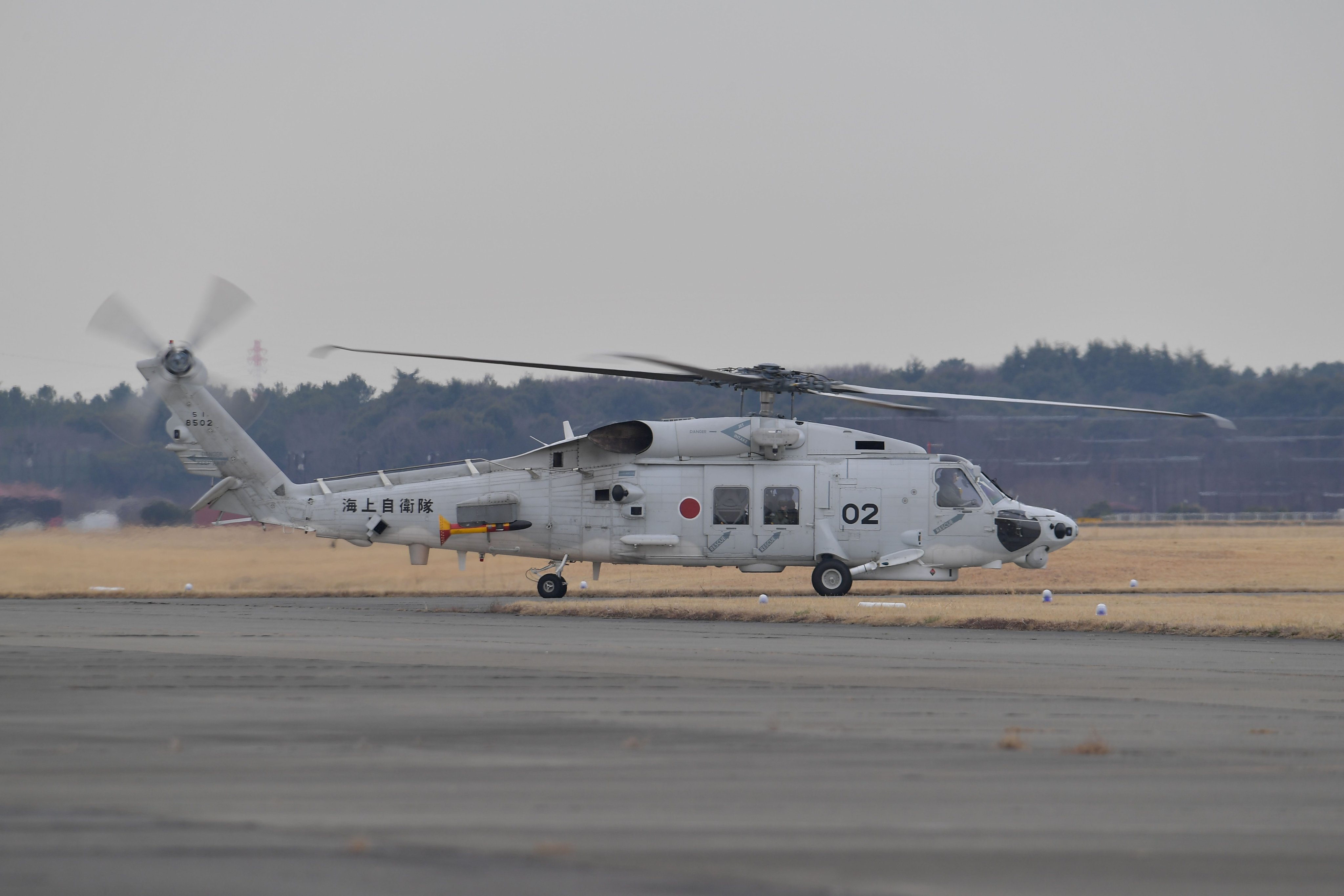
8502号機

2021年9月28日、XSH-60L飛行試験機2機が防衛装備庁へと納入された。令和5年度までの性能確認試験を経て、同年12月22日までにSH-60Lとして部隊使用承認を受けた。
2018年12月18日に策定された31中期防では、SH-60Kに加えて「SH-60K（能力向上型）」の調達が盛り込まれているが、これがSH-60Lのことを指すものとみられており、同期間中には6機の調達が予想されていた。しかし2022年12月、31中期防にかわり制定された「防衛力整備計画」では、いずも型護衛艦へのF-35B戦闘機の搭載に伴って艦載機の内訳を見直した結果、本機の取得数は削減されることとなった。
2024年3月5日、相模湾において、アメリカ海軍MH‐60RとSH-60Lでは初となる日米共同訓練を実施した。

### 調達数
| 予算計上年度        | 調達数 | 予算額   |
| ------------------- | ------ | -------- |
| 令和5年度（2023年） | 6機    | 603億円  |
| 令和6年度（2024年） | 6機    | 665億円  |
| 令和7年度（2025年） | 2機    | 293億円  |
| 合計                | 14機   | 1561億円 |

### 保有数と配備部隊
2025年3月末時点の保有数は試作機を含めて2機である。